# 阿部正府
阿部 正府（あべまさもと）は、江戸時代中期の旗本。側衆。実兄に老中を務めた阿部正喬がいる。
元禄10年（1697年）、武蔵忍藩主阿部正武の四男として生まれる。宝永2年（1705年）9月1日、将軍徳川綱吉にはじめて御目見する。
享保4年（1719年）11月27日、旗本で叔父の阿部正明の養嗣子となり家督を継ぐ。享保9年（1724年）10月9日、使番に列し火事場見廻役を兼任する。同年12月18日、布衣の着用を許可された。享保12年（1726年）3月15日、小姓組番頭に昇進し、同年12月18日に従五位下・志摩守に叙された。享保17年（1732年）3月1日に書院番頭、元文2年（1737年）6月1日に江戸城西丸の側衆となり、延享2年（1745年）9月1日から本丸勤めに異動。
寛延2年（1749年）6月10日、死去。享年53。実子がいなかったため、甥の正韶（正晴の三男）を養嗣子にむかえ家督を継がせた。